# جون ك. إليوت
جون ك. إليوت (بالإنجليزية: John C. Elliott) هو سياسي أمريكي، ولد في 30 يناير 1919 في لوس أنجلوس في الولايات المتحدة، وتوفي في 13 أغسطس 2001 في سان مارينو في الولايات المتحدة. حزبياً، نشط في الحزب الديمقراطي. وقد انتخب حاكم ساموا الأمريكية ‏ (16 يوليو 1952 – 23 نوفمبر 1952).